# 海辺 (アルバム)
『海辺』（うみべ）は、シドの通算11枚目、メジャー7枚目のオリジナル・アルバム。2022年3月23日にキューンミュージックから発売された。

## 解説
前作『承認欲求』から約2年半でのリリース。
前作以降にリリースした3枚のCDシングル曲、34th「delete」（2020年3月4日）、35th「ほうき星」（2020年12月23日）、36th「Star Forest」（2021年5月15日）の3曲は未収録となっている。
Poetic盤、Artistic盤（初回限定盤）、通常盤の3形態で発売された。Poetic盤の特典はハードカバーが上製本仕様になっていて、マオによる全曲解説などを含む全100ページの『海辺』ブックレットが、Artistic盤にはMVやそのメイキング等を収めたブルーレイや、全40ページに及ぶメンバーの写真を収めたフォトブックレットが同梱されている。

## 収録内容

### Disc 1 CD
| 全作詞: マオ。 |                    |           |          |      |
| #              | タイトル           | 作詞      | 作曲     | 時間 |
| 1.             | 「軽蔑」           | マオ      | 御恵明希 | 3:57 |
| 2.             | 「大好きだから…」  | マオ      | ゆうや   | 3:38 |
| 3.             | 「13月」           | マオ      | ゆうや   | 4:09 |
| 4.             | 「街路樹」         | マオ      | Shinji   | 3:50 |
| 5.             | 「液体」           | マオ      | ゆうや   | 3:02 |
| 6.             | 「騙し愛」         | マオ      | 御恵明希 | 3:26 |
| 7.             | 「白い声」         | マオ      | ゆうや   | 4:56 |
| 8.             | 「慈雨のくちづけ」 | マオ      | 御恵明希 | 4:00 |
| 9.             | 「揺れる夏服」     | マオ      | Shinji   | 4:06 |
| 10.            | 「海辺」           | マオ      | 御恵明希 | 5:39 |
| 合計時間:      | 合計時間:          | 合計時間: | 40:48    |      |

### Disc 2 Blu-ray (初回限定盤)
| #         | タイトル                                         | 作詞  | 作曲・編曲 | 時間  |
| --------- | ------------------------------------------------ | ----- | ---------- | ----- |
| 1.        | 「騙し愛」(Music Video)                          |       |            | 3:23  |
| 2.        | 「Making of Music Video "騙し愛"」               |       |            | 13:31 |
| 3.        | 「海辺」(Music Video)                            |       |            | 5:41  |
| 4.        | 「Photo Session & Making of Music Video "海辺"」 |       |            | 13:08 |
| 合計時間: | 合計時間:                                        | 35:00 |            |       |

### 引用
1. ↑  “シド、アルバム『海辺』から「騙し愛」の先行配信がスタート＆MVプレミア公開も決定 | OKMusic”. okmusic.jp. 2022年3月3日閲覧。